# Naenara (portale)
Naenara (내나라?, lett. "Il mio paese") è il portale web ufficiale del Governo nordcoreano. Il portale tratta di politica, turismo, musica, commercio internazionale, arte, editoria, informatica e storia della Corea del Nord. Naenara ospita collegamenti ad aziende nordcoreane e pubblicazioni come il The Pyongyang Times, Korea Today e Foreign Trade assieme alle notizie fornite dalla Korean Central News Agency.
Il portale offre contenuti multimediali dedicati all'attività politica del Partito del Lavoro di Corea e del suo segretario generale nonché manifesti di propaganda e immagini sulla vita quotidiana dei cittadini.

## Storia
Naenara è stato lanciato online nel 2004 tramite un server in Germania gestito dalla sezione europea del Korea Computer Center (KCC).  Il sito è stato disconnesso nel settembre 2010 quando il dominio .kp ha abbandonato temporaneamente la rete internet ma dopo tre mesi è ritornato online tramite un indirizzo IP. Nel gennaio del 2011, l'infrastruttura del top level domain .kp è stata ripristinata tramite una joint venture tra il KCC e l'azienda di telecomunicazioni thailandese Loxley Pacific, e Naenara è tornato disponibile tramite il dominio nordcoreano. Nello stesso anno, il governo della Corea del Sud ha bloccato l'accesso al sito per gli utenti sudcoreani.